# Roger Hafstrand
Jan Roger Hafstrand, född 30 november 1967 i Göteborg, är en svensk tidigare handbollsspelare (vänstersexa).

## Karriär
Roger Hafstrand spelade i IK Heim i ungdomen från 1981. 1989, 22 år gammal, bytte han klubb till HP Warta som tagit sig upp i allsvenskan det året. I HP Warta spelade han sedan resten av sin karriär, till 2000. Han var lagkapten i båda klubbarna. Största framgången var säsongen 1997–1998 då HP Warta kom på sjätte plats i elitserien. Det blev fyra elitseriesäsonger för Hafstrand i HP Warta. Efter spelarkarriären fortsatte han som tränare, mest för ungdomslag.

## Klubbar
- IK Heim (1981–1989)
- HP Warta (1989–2000)[4]